# Philippine von Griesheim
Philippine Wilhelmine von Cramm (geb. von Griesheim) (geboren 1790 in Köthen; gestorben 1881) war eine bekannte verwitwete anhaltinisch-braunschweigische Adelige, die Verlobte des anhaltinischen Rebellen gegen die Franzosenzeit Albert von Wedell und Frau des braunschweigischen Kammerherrn Philipp Lebrecht von Cramm.

## Leben
Sie war eine von drei Töchtern der braunschweigischen Generalsfamilie des Heinrich August Ernst von Griesheim und dessen Ehefrau Elisabeth Friederike Sophie Luise von Cornberg. In den Briefen und Tagebüchern des Schriftstellers und Militärs Stendhal wird das Mädchen als Schwester von dessen Geliebter Wilhelmine häufig erwähnt. 1808 trat ihr Vater als Oberhofmeister in den Dienst des Herzogs von Anhalt-Köthen, wo Philippine ihren Vetter, Albert von Wedell, kennenlernte. Sie verliebte sich in den ritterlichen jungen Offizier, und verlobte sich mit ihm.
Wedell schloss sich Ferdinand von Schill bei dessen Durchreise durch Köthen an und nahm an dessen eigenmächtigem Aufstand gegen die französische Besatzungsmacht teil. Er zählte zu den elf Freikorps-Offizieren, die nach ihrer Gefangennahme am 16. September 1809 in Wesel exekutiert wurden. Philippine kehrte nach Braunschweig zurück und heiratete 1815 den Kammerherrn Philipp Lebrecht von Cramm (1762–1820), mit dem sie die Tochter Hedwig von Cramm (1819–1891) hatte. Ihr Mann starb jedoch nach fünf Jahren Ehe am 4. Februar 1820.
In den verbleibenden sechzig Jahren ihres Lebens konzentrierte sich die Kammerherrn-Witwe auf ihre Erinnerungen an die kriegerischen Erlebnisse und Ereignisse ihrer Jugend und das Leben und Sterben ihres idealisierten Verlobten. Sie galt nach Überwindung der napoleonischen Vorherrschaft über Deutschland als „lebendiges Denkmal“ des Freiheitsgedankens. Ihre Erinnerungen in Form der Briefe wurden bis 1906 sechsmal neu aufgelegt.
Philippine von Griesheim wurde nach ihrem Tod 1881 mit militärischen Ehren beigesetzt. Über ihre Tochter Hedwig und vier weitere Generationen ist sie eine Ahnin der niederländischen Königin Beatrix.

## Werke
- Philippine von Griesheim: Briefe einer Braut aus der Zeit der deutschen Freiheitskriege 1804 –1813, Fleischel, Berlin, 1905 (auch als Reprint erschienen)